# 本多忠
本多忠（日语：／ Honda Tadashi，1951年9月19日—），日本前男子游泳运动员 。他曾参加1972年夏季奥运会和1976年夏季奥运会游泳比赛，还曾获得4枚亚洲运动会游泳比赛金牌。